# Dorcadion holtzi
Dorcadion holtzi är en skalbaggsart som beskrevs av Maurice Pic 1905. Dorcadion holtzi ingår i släktet Dorcadion och familjen långhorningar. Inga underarter finns listade i Catalogue of Life.